# وي هونج
وي هونج (بالصينية: 魏宏) هو سياسي صيني، ولد في 1 مايو 1954 في الصين. حزبياً، نشط في الحزب الشيوعي الصيني.